# Arlette Humbert-Laroche
Arlette Humbert-Laroche (alias Hélène Humbert-Laroche), née le 30 juillet 1915 à Paris et morte en 1945 au camp de Bergen-Belsen, est une résistante française, membre de l'Orchestre rouge et une poétesse française.

## Biographie
Avant la guerre, elle connait l'enthousiasme et la solidarité des camps de jeunesse.
Secrétaire dans une organisation professionnelle de la métallurgie, elle aide au placement des ouvriers chômeurs et se sent ainsi utile et secourable. Elle est en contact avec les syndicats et les partis politiques. Ses relations avec les militants qui, pour la plupart d'entre eux, sont devenus clandestins en 1939, au moment de l'interdiction du Parti communiste français et de la CGT, facilitent son entrée dans la Résistance et elle devient membre de l'Orchestre rouge.
Agent de liaison à Paris du groupe de résistance l'Orchestre rouge pendant la Seconde Guerre mondiale, son engagement dans la résistance est total. Elle voyage d'un centre de résistance à un autre et lorsqu'elle est libre, elle distribue des tracts aux portes des usines.
Elle est arrêtée par la Gestapo le 14 janvier 1943 au métro Iéna à Paris, dans le cadre d'une série d'arrestations des membres de l'Orchestre rouge(d'après certains auteurs sur la trahison du chef de l'organisation Léopold Trepper qui aurait livré de lui-même les hommes et les femmes de son réseau).
Elle est envoyée à la prison de Fresnes où elle est torturée et interrogée. Elle est ensuite, déportée en Allemagne, et chargée dans un camion jusqu'à la forteresse de Jawor, en Silésie. En 1945, elle est ensuite transférée dans le camp de concentration pour femmes de Ravensbrück, puis au camp de concentration de Mauthausen et au camp de Bergen-Belsen.
Elle meurt au camp de Bergen-Belsen quelques jours après l'arrivée des troupes anglaises. La date exacte de sa mort diffère selon les sources.

## Œuvre poétique
Passionnée de musique et de poésie, elle présente en 1941 ses poèmes au poète Charles Vildrac, engagé auprès du Parti communiste, dont elle attend les conseils.
En 1946, paru aux éditions Réalité un recueil de poèmes d'Arlette Humbert-Laroche préfacé par Charles Vildrac qui écrit « C’est au cours de l’été 1941 qu’Arlette Humbert-Laroche commença de venir me montrer ses poèmes, attendant de moi critiques et conseils (…) Vers la fin de 1942, elle déposa chez ma concierge une grande enveloppe : tous ses poèmes dont elle me confiait le dépôt, en me laissant deviner pourquoi. Je ne devais plus la revoir… ».
Poète engagée dans la résistance, Arlette Humbert-Laroche a écrit de nombreux poèmes, dont Dans ma cellule qui témoigne de la condition des déportés. Le plus célèbre de ses poèmes, On tue, dénonce la barbarie et l'ampleur des massacres de la Seconde Guerre mondiale, mais se termine sur l'espoir et l'appel à la résistance.
Arlette Humbert-Laroche figure dans l'anthologie de Pierre Seghers, La Résistance et ses poètes, parue en 1974, consacrée des aux poètes qui se sont engagés dans la lutte contre l'occupant.

## Publications
- Arlette Humbert-Laroche (préf. Charles Vildrac), Poèmes, Paris, Réalité, 1946, 175 p.

## Décoration
- Médaille de la Résistance française (décret du 13 septembre 1954)[13]